# Хэйнси, Рон
Рональд Мартин «Рон» Хэйнси (англ. Ronald Martin Hainsey; 24 марта 1981, Болтон, Коннектикут, США) — американский хоккеист, защитник. Обладатель Кубка Стэнли 2017 года в составе «Питтсбург Пингвинз».

## Игровая карьера
Рон Хэйнси был выбран в первом раунде драфта 2000 года под 13 номером клубом «Монреаль Канадиенс». Он присоединился к команде в 2001 году после окончания обучения в Университете Масс-Лоуэлл.
Хэйнси начал играть за фарм-клуб «Монреаля». Сначала это был «Квебек Цитаделлс», а после его переезда — «Гамильтон Булдогс». В сезоне 2002/03 Хэйнси пдебютировал в «Монреале», но не смог закрепиться в основном составе и был отправлен в АХЛ.
30 ноября 2005 года «Коламбус Блю Джекетс» забрал Хэйнси с драфта отказов, куда он был выставлен «Монреалем». Отыграв 3 сезона за «Коламбус», не получил нового контракта и 2 июля 2008 года заключил 5-летнее соглашение с «Атлантой Трэшерз» на сумму $ 22,5 млн.
Отработав целиком контракт и переехав с франшизой в Виннипег, летом 2013 года заключил 1-летний контракт с «Каролиной» на сумму $ 2 млн. При этом сам Рон не был уверен, что получит в НХЛ новый контракт из-за активной позиции в локаутный сезон 2012/13 в ходе переговоров между владельцами клубов и профсоюзом. Спустя год продлил контракт с «Харрикейнз» еще на 3 года на сумму $ 8,5 млн.
В последний сезон по контракту был обменян в «Питтсбург Пингвинз» на право выбора во 2 раунде драфта и Дэнни Кристо. «Питтсбургу» был необходим защитник после тяжелой травмы Криса Летанга, из-за которой игрок выбыл до конца сезона. В составе «Пингвинов» Хэйнси дебютировал в плей-офф НХЛ и установил рекорд, сыграв больше всех матчей в регулярных сезонах НХЛ до дебюта в плей-офф. В своём дебютном плей-офф сразу стал обладателем Кубка Стэнли, при этом сыграл во всех матчах и стал вторым в команде по игровому времени после Брайана Дюмулина.
Летом подписал 2-летний контракт с «Торонто Мейпл Лифс» на $ 6 млн. В составе «Торонто» стал лидером по времени, проведенному в меньшинстве, и вместе с командой попал в плей-офф.